# Baixa Grande (ort)
Baixa Grande är en ort i Brasilien.   Den ligger i kommunen Baixa Grande och delstaten Bahia, i den östra delen av landet, 900 km nordost om huvudstaden Brasília. Baixa Grande ligger 367 meter över havet och antalet invånare är 7 534.
Terrängen runt Baixa Grande är lite kuperad, och sluttar söderut. Runt Baixa Grande är det glesbefolkat, med 19 invånare per kvadratkilometer.. Det finns inga andra samhällen i närheten.
Omgivningarna runt Baixa Grande är huvudsakligen savann.